# Last Man Standing (Willie Nelson)
Last Man Standing è un album in studio del cantante di musica country statunitense Willie Nelson, pubblicato nel 2018.

## Tracce
Testi e musiche di Willie Nelson e Buddy Cannon.
1. Last Man Standing – 2:59
2. Don't Tell Noah – 2:28
3. Bad Breath – 3:03
4. Me and You – 2:50
5. Something You Get Through – 3:52
6. Ready to Roar – 2:35
7. Heaven Is Closed – 3:16
8. I Ain't Got Nothin’ – 3:00
9. She Made My Day – 2:43
10. I'll Try to Do Better Next Time – 2:59
11. Very Far to Crawl – 3:48